# Мамоян Суто Чолоєвич
Суто Чолоєвич Мамоян (нар. 2 грудня 1981) — український підприємець, політик. Народний депутат України 9-го скликання. Колишній член забороненої в Україні проросійської політичної партії соціального спрямування — ОПЗЖ.

## Життєпис
Брат депутата Полтавської обласної ради від Соціал-демократичної партії Сергія Мамояна.
Освіта загальна середня.
Мамоян є засновником ТОВ «Мегаполіс-Груп».
Кандидат у народні депутати від партії «Опозиційна платформа — За життя» на парламентських виборах 2019 року, № 33 у списку. На час виборів: заступник директора ТОВ «М'яспром», член партії «Опозиційна платформа — За життя». Проживав в селі Наливайківка Макарівського району Київської області та у приватному секторі у жилмасиві Осокорки на лівому березі Києва. Наразі мешкає у елітному житловому комплексі міста Києва — ЖК «Новопечерські Липки».
Член Комітету Верховної Ради з питань правоохоронної діяльності. Член Постійної делегації у Парламентському вимірі Центральноєвропейської ініціативи.
Співголова групи з міжпарламентських зв'язків з Республікою Ірак, керівник групи з міжпарламентських зв'язків з Ісламською Республікою Афганістан.
Член міжфракційного об'єднання Парламентської платформи боротьби з туберкульозом

## Статки
За 2019 рік задекларував готівки на 74 мільйони гривень.
Більшість автопарку Toyota Land Cruiser 300, 4 Toyota Camry, Mercedes s400 на яких роз'їдить Суто Мамоян оформлена на його дядка, двоюродного брата та інших родичів.
Мешкає Суто в приватному секторі в будинку оформленому на батьків та у власних двох квартирах у ЖК Зарічний, за його словами подарунок мами.

## Сім'я
- Молодший брат — Сергій Мамоян, екс-депутат Полтавської облради, депутат Київради від ОПЗЖ. Загинув 3 листопада 2024 в ДТП у Білгород-Дністровському районі Одеської області [9][10][11]

## Критика
Мамоян підозрюється в рекеті і витісненні конкурентів на ринку видобування і продажу піску в Києві.
10 квітня 2023 року команда розслідувачів Bihus.Info на своєму Youtube-каналі виклали розслідування про корупційні зв'язки та розкішне майно народного депутата Суто Мамояна. Журналісти з'ясували, що сім'я члена депутатської групи «Платформа за життя та мир» (екс-ОПЗЖ) у Верховній Раді Суто Мамояна за 2022-й рік придбала 13 автівок на суму понад $1,3 млн. Також виявлено, що нардеп проживає у розкішному маєтку, оформленому на батьків, який він раніше не декларував.
4 вересня 2024 за даними розслідування «Української правди», помічник народного депутата від ОПЗЖ Суто Мамояна — Володимир Миколайович Крохмаль — був за кермом автомобіля, який вивозив нардепа-втікача Артема Дмитрука з Києва в Одеську область.
22 липня 2025 року голосував за закон України 12414 який був ухвалений з порушенням Регламенту Верховної Ради України та підпорядкував НАБУ та САП Генеральному прокурору і викликав масові протести.